# 佐藤忠良
佐藤忠良（英語：Churyo Sato, 1912年7月4日—2011年3月30日）是一位日本画家、雕塑家。

## 生平
1912年出生于日本宫城县，1918年父亲去世随母亲搬家到北海道，1925年入读旧制札幌第二中学（现北海道札幌西高等学校），1932年进入川端画学校，1934年进入东京美术学校，1939年毕业后与舟越保武共同创建新制作派协会雕塑部。
1945年至1948年成为西伯利亚滞留者，1966年担任東京造形大學教授，1981年在罗丹美术馆举办个人展览，1990年在宫城县美术馆内设置佐藤忠良纪念馆。

## 作品

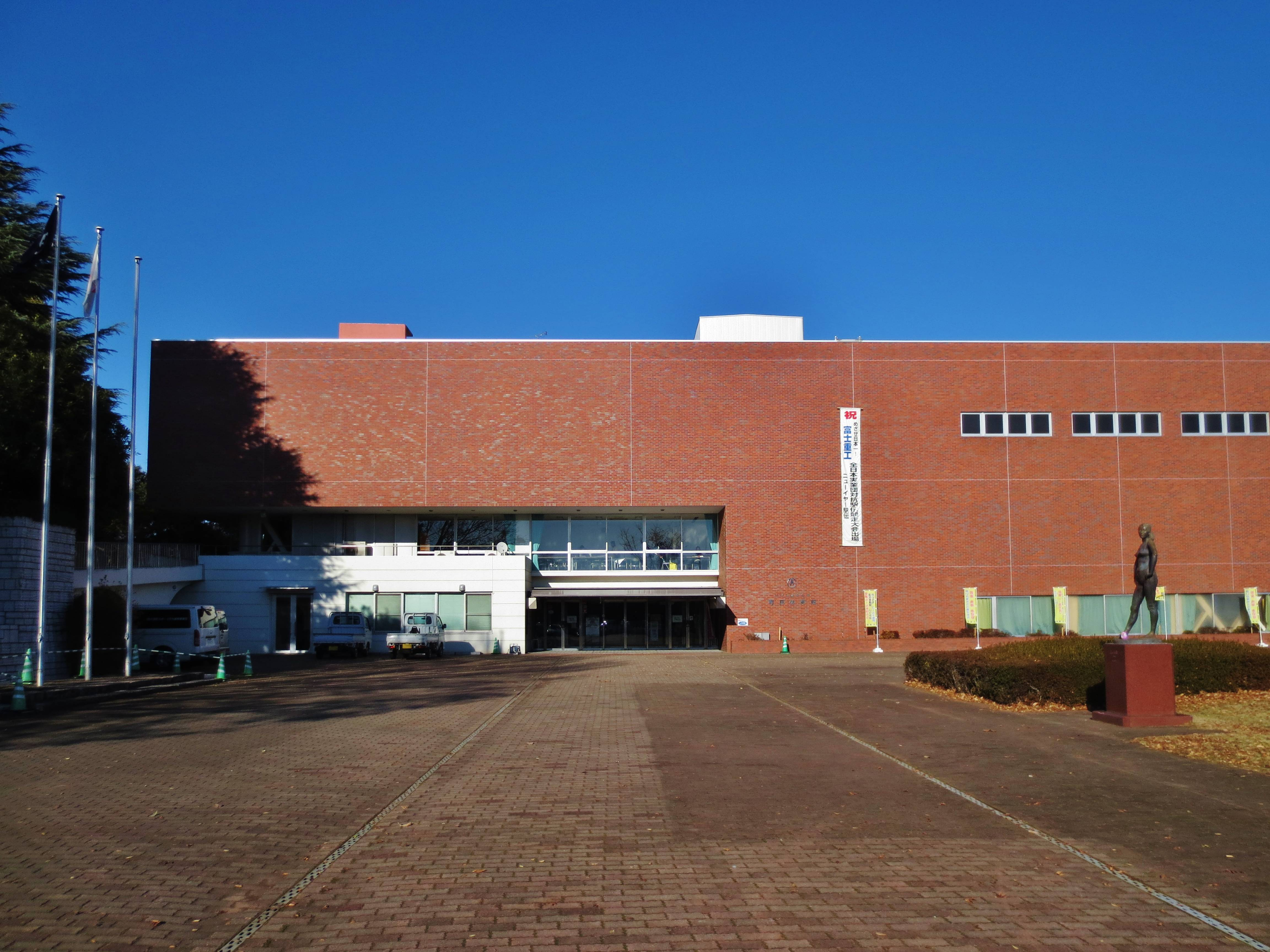

## 荣誉
- 1960年获得高村光太郎奖
- 1974年获得每日艺术奖
- 1977年获得北海道新闻文化奖
- 1989年获得朝日奖
- 1992年获得河北文化奖